# Bernardo León
Pour les articles homonymes, voir León.
León  Navarro est un nom espagnol. Le premier nom de famille, en général paternel, est León ; le second, en général maternel, souvent omis, est Navarro.
Bernardo León Navarro, né le 15 novembre 1993 à Sucre, est un coureur cycliste bolivien.

## Biographie
Bernardo León commence le cyclisme à l'âge de 8 ans, après avoir rencontré Juan Cotumba, qui l'emmène disputer sa première course nationale. Membre d'une fratrie de cinq frères et sœurs, il entame également des études en médecine, parallèlement à sa carrière sportive,.
En 2011, chez les juniors, il est champion de Bolivie et troisième du championnat d'Amérique du Sud. Cependant, il stoppe la compétition en 2014 après avoir connu divers problèmes de santé. Il recommence finalement à courir en 2015 dans l'équipe Pollitico Rico. Cette année-là, il se classe deuxième de la course en ligne et du contre-la-montre aux championnats de Bolivie, dans la catégorie espoirs. Sur l'édition 2016, il termine quatrième de la course en ligne et cinquième du contre-la-montre, cette fois-ci chez les élites.
En 2017, il signe avec l'équipe continentale Start Vaxes, qui possède un calendrier de courses en Europe. Il poursuit avec celle-ci en 2018, sans toutefois obtenir de résultats probants. À la fin de l'année, il se distingue en terminant deuxième de la  Vuelta a Cochabamba, en Bolivie.
En 2019, il ne fait plus partie de l'équipe Start, bien qu'étant officiellement inscrit dans l'effectif de celle-ci par l'UCI. Au mois de juin, il est sacré champion de Bolivie sur route à Oruro. En septembre, il bat le record de Bolivie de la poursuite par équipes aux championnats panaméricains, avec ses compatriotes Horacio Gallardo, Adolfo Bautista et Alejandro Luna. Peu de temps après, il s'impose sur la Doble San Roque à Chaguaya, course nationale.

## Palmarès
- 2011
  -  Champion de Bolivie sur route juniors
  -  Médaillé de bronze du championnat d'Amérique du Sud sur route juniors
- 2015
  - 2e du championnat de Bolivie du contre-la-montre espoirs
  - 2e du championnat de Bolivie sur route espoirs
- 2018
  - Tarija-Pampa Redonda[9]
- 2019
  -  Champion de Bolivie sur route
  - Doble San Roque

## Classements mondiaux
| Année            | 2016 |
| ---------------- | ---- |
| UCI America Tour | 275e |